# Maurice Dayan
Pour les articles homonymes, voir Dayan.
Maurice Dayan, né le 25 janvier 1935 à Paris et mort le 2 mai 2020 au Kremlin-Bicêtre, est un philosophe et psychanalyste français, professeur de psychopathologie à l'université Paris-VII.

## Biographie
Maurice Dayan est le fils d'un facteur. Il achète à quatorze ans des livres de Descartes, Spinoza, Kant, Bergson, Louis Lavelle ou encore Sartre. Il est élève au lycée Turgot à Paris et lauréat du 1er prix de philosophie au concours général de 1953. Il est reçu à l'école normale supérieure de Saint-Cloud, puis à l'agrégation de philosophie en 1959. Il soutient une thèse de doctorat d'État intitulée Inconscient et réalité, en 1983, à l'université Paris-VII.

## Activités professionnelles et institutionnelles
Maurice Dayan enseigne la psychologie à l'université de Montpellier puis à l'université Paris-V. Il est nommé professeur de psychopathologie à l'université Paris-XIII, puis à l'université Paris-VII, avec Jean Laplanche, François Gantheret et Pierre Fedida. À l'université Paris-VII, il participe à la mise en place d'un enseignement de la psychanalyse « hors les murs », selon l'expression de Jean Laplanche : en effet, jusque-là, l'enseignement de la psychanalyse à l'université était accueilli dans des disciplines connexes, notamment la psychologie, tandis que les sociétés de psychanalyse dispensaient leurs propres enseignements destinés à leurs candidats. Il s'agit alors d'affranchir la psychanalyse à l'égard des institutions psychanalytiques et de la constituer, au sein de l'université, comme « champ épistémologique indépendant et de plein droit »,. Maurice Dayan dirige de 1995 à 2000 le Laboratoire de psychanalyse et de psychopathologie créé par Jean Laplanche en 1970 à l'université Paris-VII. Il est également membre, dès l'origine, du comité de rédaction de la revue Psychanalyse à l'université (1975-1994), revue créée par Jean Laplanche, qui accompagne le développement de la psychanalyse à l'université et la création de l'UFR des sciences humaines cliniques à l'université Paris-VII. Il y publie plusieurs articles. 
Philosophe de formation, Maurice Dayan publie en 1971 Existence et dialectique, des textes choisis de Merleau-Ponty.
Il est psychanalyste, proche de la psychanalyste Piera Aulagnier,.
Il meurt le 2 mai 2020 au Kremlin-Bicêtre,,.

## Publications

### Ouvrages
- L'Arbre des styles, Paris, Aubier-Montaigne, coll. « La Psychanalyse prise au mot », 1980, 237 p. (ISBN 2-7007-0195-X).
- Inconscient et réalité, Paris, PUF, coll. « Bibliothèque de psychanalyse », 1985, 480 p. (ISBN 2130389988).
- Les Relations au réel dans la psychose : critique de l'héritage freudien, Paris, PUF, 1985, 261 p. (ISBN 2-13-039100-1).
- (dir.) Trauma et devenir psychique, Paris, PUF, 1995, 240 p. (ISBN 2130468780)[15].
- Le Rêve nous pense-t-il, Paris, PUF, coll. « Bibliothèque de psychanalyse », 2004, 336 p. (ISBN 2-13-053971-8), rééd. Paris, Ithaque, 2012,  (ISBN 2916120262) [lire en ligne].
- Dire et devenir : une exploration des effets du langage dans la temporalité de l'analyse, Paris, Ithaque, coll. « Psychanalyse », 2014, 142 p. (ISBN 978-2-916120-47-8)[16].

### Préfaces
- Préface à Piera Aulagnier, Un interprète en quête de sens, Paris, Ramsay, 1986.

### Articles (sélection)
- « Représentation, délire, histoire », Psychanalyse à l'université, vol. 1, no 1,‎ 1975, p. 189-211.
- « Freud  en Cacanie: de quelques prémisses historiques de la psychanalyse », Psychanalyse à l'université, vol. 2, no 6,‎ 1977, p. 259-281.
- « Le fantasme et l'événement », Psychanalyse à l'université, vol. 4, no 13,‎ 1985, p. 5-58
- « Le rêve nous pense-t-il ? Reprise d’une interrogation », Le Coq-Héron, no 225,‎ 2016, p. 47-54 (lire en ligne, consulté le 5 mai 2020)

### Édition scientifique
- Maurice Merleau-Ponty, Existence et dialectique. Textes choisis, PUF, 1971, coll. « Les grands textes » 228 p..